# Чарлс Ровен
Чарлс Ровен (енгл. Charles Roven; Лос Анђелес, 2. август 1949) амерички је филмски продуцент и председник и су−оснивач компаније за финансирање и продукцију филмова Atlas Entertainment. Познат је по продукцији филмова о суперхеројима попут филмова Бетмен почиње (2005), Мрачни Витез (2008), Успон Мрачног Витеза (2012), Човек од Челика (2013), Бетмен против Супермена: Зора праведника (2016), Одред отписаних (2016), Чудесна Жена (2017), Лига правде (2017), Чудесна Жена 1984 (2020) и Одред отписаних: Нова мисија (2021).
Његов филм Америчка превара из 2013. номинован је за Оскара за најбољи филм 2014. године, као и у још 9 категорија. Такође, познат је још по раду на филмовима Велики кинески зид (2016), Warcraft: Почетак (2016) и Uncharted (2022).